# Mera (okręg Vrancea)
Mera – wieś w Rumunii, w okręgu Vrancea, w gminie Mera. W 2011 roku liczyła 1355
mieszkańców